# ساندرا سكوفيلد
ساندرا سكوفيلد (بالإنجليزية: Sandra Scofield)‏‏ (1943 في ويتشيتا فولز - )؛ روائية من الولايات المتحدة.